# Chaîne d'arpenteur
Une chaîne d'arpenteur est un instrument de mesure destiné aux travaux d'arpentage réalisés par un géomètre créé en 1606.  
Pendant longtemps, elles n'étaient constituées que de maillons métalliques de longueur définie attachés les uns aux autres. La mesure donnée est peu précise, mais permet une estimation rapide d'une distance.
Les anciens géomètres pouvaient se servir d'une chaîne d'arpenteur pour trouver ou vérifier un angle droit grâce au théorème de Pythagore. Par le système de 3, 4, 5, (ou leurs multiples) il est facile d'obtenir un triangle rectangle.

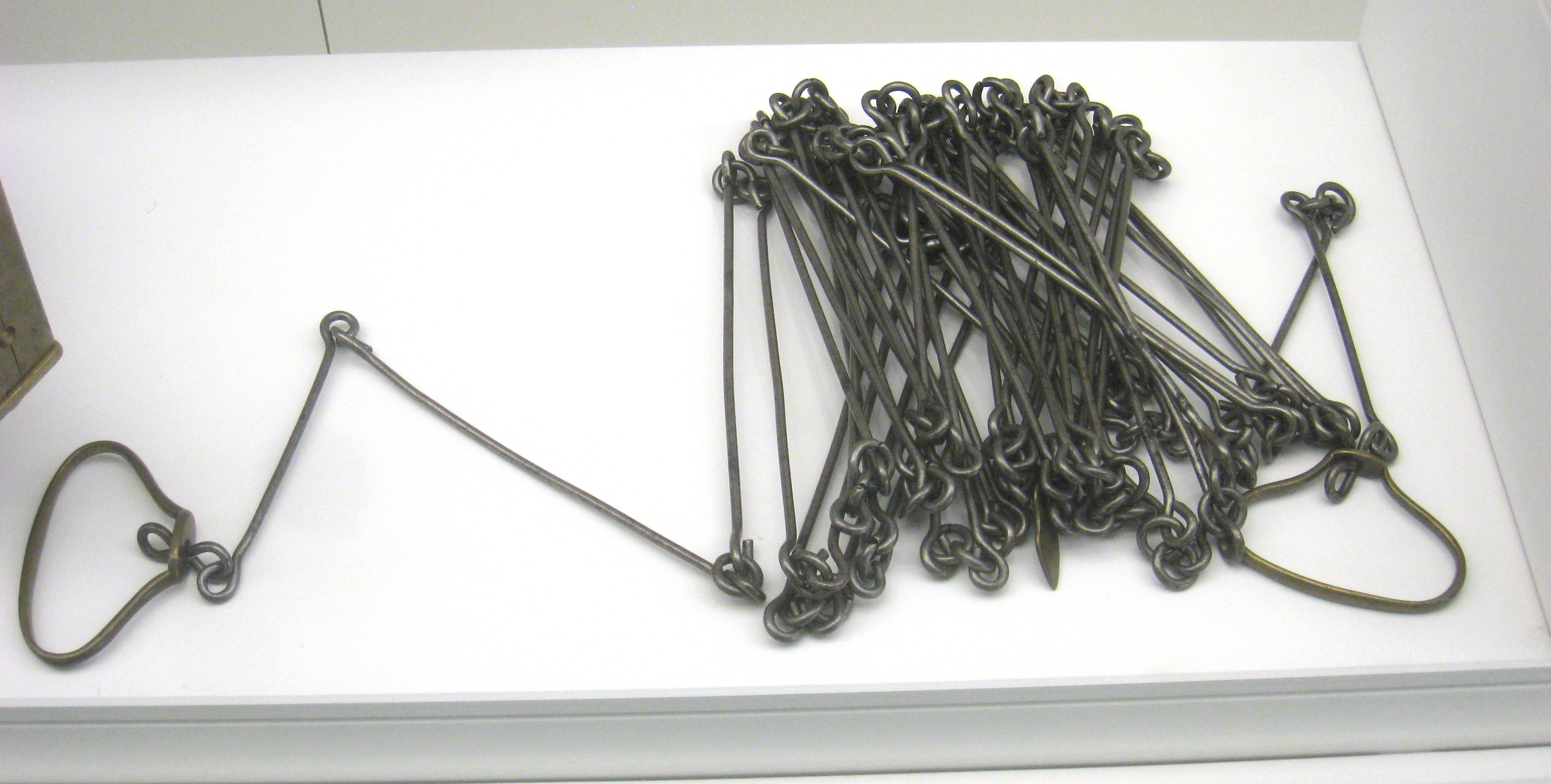
Chaîne d'arpenteur, État de New York, vers 1830. National Museum of American History, Washington, DC, États-Unis.

En Angleterre et Amérique on utilisait une chaîne de Gunter, du nom du mathématicien britannique Edmund Gunter. Mesurant 66 pieds (20,117 m), divisée en 100 maillons, elle a donné son nom à une unité, la chaîne.
Les chaînes d'arpenteur modernes sont des mètres-ruban de 10 à 100 mètres.
Quand une précision élevée est exigée, ces instruments doivent être étalonnés. Leur usage est alors soumis à une méthode particulière, notamment de mesure de température ambiante pour compensation à l'aide d'une formule correspondant au coefficient de dilatation du matériau, et à une mise en tension à l'aide d'un dynamomètre à une valeur précisée sur le certificat joint à l'instrument.